# Theodor Martinec
Theodor Martinec (13. listopadu 1909 Morkovice – 7. dubna 1989 Brno) byl moravský univerzitní pedagog, mikrobiolog, rektor Masarykovy univerzity, zakladatel Československé sbírky mikroorganismů a předseda Společnosti pro Moravu a Slezsko.

## Život
Theodor Martinec vystudoval v letech 1922–1929 státní reálné gymnázium v Lipníku nad Bečvou. V letech 1929–1934 vystudoval obor přírodopis a zeměpis na Přírodovědecké fakultě Univerzity Karlovy, kde dosáhl i titulu doktora přírodních věd. Od roku 1935 byly jeho osudy trvale spojeny s Brnem a Masarykovou univerzitou. V roce 1937 byl jmenován asistentem na Ústavu pro fyziologii rostlin, který tehdy vedl prof. Vladimír Úlehla, který v Martincovi podnítil zájem o ekologii rostlin. Z toho oboru Theodor Martinec v roce 1945 habilitoval. V roce 1948 byl jmenován profesorem obecné a systematické botaniky na Pedagogické fakultě, avšak po čtyřech letech se vrátil na Přírodovědeckou fakultu. V této době se vědecky stále více věnoval otázkám mikrobiologie. Ta se stala později jeho hlavním vědním oborem, ve kterém i přes zatížení akademickými a vědeckými funkcemi dokázal získat mezinárodní věhlas.

## Akademická a vědecká činnost
Byl členem nejen domácích, ale i řady zahraničních vědeckých společností, např. anglické Society for General Microbiology či American Society for Microbiology. V roce 1964 stál u zrodu Československé sbírky mikroorganismů, kterou vedl až do roku 1980. Byl také členem výboru Světové federace sbírek, členem Vědeckého kolegia ČSAV a předsedou Československé společnosti mikrobiologické při ČSAV. V letech 1952–1974 byl vedoucím Katedry mikrobiologie na PřF MU, v letech 1952–1953 vykonával funkci děkana Přírodovědecké fakulty, v letech 1959–1969 byl rektorem Masarykovy univerzity.

## Politicko-společenská činnost v roce 1968
Na jaře 1968 se zapojil do širokého občanského hnutí, v jehož čele stály mnohé osobnosti moravského akademického a vědeckého života s cílem obnovit komunisty v roce 1948 zrušenou zemskou samosprávu Moravy a Slezska. Stal se prvním předsedou Společnosti pro Moravu a Slezsko, která měla v srpnu 1968 již 200 tisíc členů a 600 místních a závodních výborů po celé Moravě i ve Slezsku. Jejich cílem bylo do chystaného zákona o federaci přidat jako svébytný celek Moravu se Slezskem a vytvořit tak z Československa trojfederaci, nikoli jen dvojfederaci, jak se nakonec stalo v říjnu roku 1968. Za svoji politickou iniciativu v letech 1968–1969 byl Theodor Martinec zbaven funkce rektora Masarykovy univerzity a nahrazen normalizátorem Jaromírem Vašků.
Zemřel 7. dubna 1989 v Brně ve věku 79 let.